# Bertrand de Jouvenel
Bertrand de Jouvenel (París, 31 de octubre de 1903 – París, 1 de marzo de 1987) fue un politólogo y economista francés, escritor polifacético, diplomático, profesor de varias universidades, miembro del Club de Roma y considerado un exponente de la filosofía política.
Se lo puede considerar como iniciador a su vez, junto con Nicholas Georgescu-Roegen, de lo que acabó llamándose como Economía ecológica.

## Obra y pensamiento
Su obra más famosa es La civilización de la potencia: de la economía política a la ecología política, en la que destaca tres rasgos característicos de nuestra civilización mal llamada "occidental": La industrialización o desarrollo económico, las relaciones del hombre con el resto de la naturaleza y la producción y muerte de lo efímero. Defensor de un ecologismo incipiente, y de un vegetarianismo razonado, «paradoja de la carne», por la que "el desarrollo de una civilización lleva consigo el incremento de la demanda de carne" de cada ciudadano. Por otra parte, como "una misma superficie produce mucho menos alimento en forma de carne que en forma de cereales", el consumo de carne conlleva un "despilfarro de espacio" y energía, que hacen que la carne no sea un alimento sostenible, si se ingiere de forma excesiva (a diario).[cita requerida]
En la obra citada anteriormente sentencia lo siguiente: "Tenemos motivos para invertir las prioridades, tanto más teniendo en cuenta que una gran parte de la especie humana no ha alcanzado todavía la seguridad de la propia existencia biológica. Y mientras nosotros nos compadecemos en términos abstractos de la suerte de esa gran parte de la humanidad, los buques de pesca más poderosos de los países avanzados (...) salen a la captura en sus aguas del pescado que necesitarían para la alimentación, y que va a parar a la alimentación de nuestro ganado".[cita requerida]
Su amigo Guy Sorman describe la importancia de su vida y en particular de su obra Sobre el poder: historia natural de su crecimiento (también traducida como Poder, El poder o Del poder) que une en un solo escrito una teoría general del Estado y una interpretación global de la historia que parte de la sociología política para llegar casi a una ontología política:

Aron había muerto justo después de haber atestiguado en un proceso por difamación que Jouvenel había iniciado contra el historiador israelí Zeev Sternhell. Éste lo había acusado de colaboracionista durante la guerra, y era un proceso vergonzoso porque Jouvenel, de origen judío, había pasado el fin de las hostilidades en Suiza, donde había escrito Du pouvoir. Aron, que no quería a Jouvenel, testimonió en favor de la verdad. Se desplomó justo después de su declaración, en las gradas del Palacio de Justicia.

Du pouvoir es el libro que me hizo adherir al pensamiento liberal. Es uno de los textos más bellos jamás escritos en francés sobre el crecimiento patológico e inexorable del Estado moderno. Hay que remontarse a Tocqueville y Benjamin Constant para encontrar igual perfección de conocimiento, excelencia de estilo y ambición de proyecto. Jouvenel reescribe nada menos que la historia de la humanidad para demostrar convincentemente que ésta coopera sin cesar con el refuerzo del poder central. Sistematiza el análisis de Tocqueville sobre la Revolución Francesa, mostrando cómo ésta remató la obra del Antiguo Régimen al destruir los estamentos intermediarios y consolidar para siempre la burocracia tutelar. Autodidacta, no inhibido por disciplina alguna, Jouvenel introduciría la ecología y la futurología en el pensamiento francés.

De Jouvenel fue durante varios años miembro destacado de la Sociedad Mont Pelerin, formada como punto de encuentro para importantes pensadores liberales clásicos del siglo XX, de los cuales sin embargo se separaría finalmente por objeciones de cuño conservador:

[...P]ese a que compartía su aversión por el intervencionismo estatal y por las peligrosas tendencias que marcaba el Estado de Bienestar, no podía estar de acuerdo con su individualismo, y con el consiguiente descuido que hacían de lo político y de la importancia moral de las acciones comunes.

Fue en este contexto histórico e ideológico en el que escribiría otra de sus más importantes obras, La ética de la redistribución, signada por la transición y la madurez intelectual.

## Libros sobre Rousseau
- Jouvenel, Bertrand de. Ensayo sobre la política de Rousseau. Encuentro. ISBN 978-84-9055-014-4.